# Bapara obliterosa
Bapara obliterosa är en fjärilsart som beskrevs av Walker 1865. Bapara obliterosa ingår i släktet Bapara och familjen mott. Inga underarter finns listade i Catalogue of Life.